# 枪碟
枪碟又叫做枪版、盜版、CAM版、抢先版，是盗版影碟的一种，泛指利用摄录仪器到电影院偷拍而后翻录售卖的盗版影碟。名字中的“枪”指的是摄像枪（粤语对摄影机的说法）。

## 历史
早在1990年代时，随着盗版VCD的流行，便开始有了枪碟。而普遍采取下载方式获取电影的今天，枪碟依然存在。并且在某程度大幅占据盗版市场。由于正版影碟拥有强大的防拷贝功能，促使较高质素的盗版影碟往往要推迟，导致枪碟的横行。
目前很多电影院为了防止枪碟、拷贝等，都会有明例限制，但仍然有为数不少的漏网之鱼。

## 质量
枪碟是众多盗版影碟中质量最差的种类，影片常常夹杂有影院的人声，以及由於拍攝者其所坐位置的关系，且攝錄過程為違法行為需要隱蔽，有时未必得到画面的全部。其唯一优点则是较迅速。
目前很多电影院新上演之电影都有枪碟。
違反以上規定或侵害著作權須接受刑法懲罰與負起民事責任。